# HMS Zetland (L59)
HMS Zetland (L59) là một tàu khu trục hộ tống lớp Hunt Kiểu II của Hải quân Hoàng gia Anh Quốc được hạ thủy và đưa ra phục vụ năm 1942. Nó đã hoạt động cho đến hết Chiến tranh Thế giới thứ hai, đưa về lực lượng dự bị năm 1946, rồi được chuyển cho Hải quân Hoàng gia Na Uy năm 1952 và tiếp tục phục vụ như là chiếc HNoMS Tromsø (D311/F311) cho đến khi bị tháo dỡ năm 1965.

## Thiết kế và chế tạo
Zetland được đặt hàng cho hãng Yarrows vào ngày 20 tháng 12 năm 1939, là một trong số 16 chiếc lớp Hunt Kiểu II được đặt hàng vào ngày này, bao gồm hai chiếc cho hãng Yarrow. Lớp này được chế tạo để cung cấp cho Hải quân Hoàng gia một số lượng lớn kiểu tàu khu trục nhỏ có khả năng hộ tống lẫn hoạt động cùng hạm đội. Những chiếc Hunt Kiểu II khác biệt với Kiểu I trước đó có mạn tàu rộng hơn nhằm cải thiện độ ổn định và mang theo tất cả vũ khí được dự định ban đầu.
Zetland được đặt lườn tại xưởng tàu của Yarrow ở Scotstoun, Glasgow, Scotland vào ngày 2 tháng 10 năm 1940; được hạ thủy vào ngày 7 tháng 3 năm 1942 và hoàn tất vào ngày 27 tháng 6 năm 1942. Tên nó được đặt theo tên một rừng săn cáo tại Wiltshire. Con tàu được cộng đồng dân cư Barnard Castle tại County Durham đỡ đầu trong khuôn khổ cuộc vận động gây quỹ Tuần lễ Tàu chiến vào tháng 3 năm 1942.
Zetland có chiều dài 264 foot 3 inch (80,54 m) ở mực nước và chiều dài chung là 280 foot (85,34 m). Mạn tàu rộng 31 foot 6 inch (9,60 m) và mớn nước là 7 foot 9 inch (2,36 m). Nó có trọng lượng choán nước tiêu chuẩn 1.050 tấn Anh (1.070 t) và lên đến 1.490 tấn Anh (1.510 t) khi đầy tải. Hai nồi hơi Admiralty hoạt động ở áp suất 300 pound trên inch vuông (2.100 kPa) và nhiệt độ 620 °F (327 °C) cung cấp hơi nước cho hai turbine hơi nước với hộp số giảm tốc đơn vận hành hai trục chân vịt, tạo ra công suất 19.000 mã lực càng (14.000 kW) ở 380 vòng quay mỗi phút. Sức mạnh này cho phép con tàu đạt tốc độ tối đa 27 hải lý trên giờ (50 km/h; 31 mph); và với 277 tấn Anh (281 t) nhiên liệu dầu đốt mang theo, nó có tàm hoạt động lên đến 2.560 hải lý (4.740 km; 2.950 mi), cho dù trong phục vụ thực tế, tầm hoạt động chỉ đạt 1.550 hải lý (2.870 km; 1.780 mi).
Dàn pháo chính của con tàu bao gồm sáu khẩu pháo QF 4 in (100 mm) Mark XVI đối hạm và phòng không trên ba bệ Mk. XIX nòng đôi, gồm một phía trước và hai phía sau. Các vũ khí phòng không tầm gần bổ sung gồm một khẩu đội QF 2 pounder Mk. VIII "pom-pom" trên bệ MK.VII bốn nòng và hai pháo Oerlikon 20 mm trên bệ Mk. III nòng đơn bố trí hai bên cánh cầu tàu. Trong chiến tranh những khẩu Oerlikon 20 mm nòng đơn được thay bằng khẩu đội nòng đôi vận hành bằng điện.  Con tàu mang theo cho đến 110 quả mìn sâu. Thủy thủ đoàn của con tàu gồm 168 sĩ quan và thủy thủ.

## Lịch sử hoạt động

### 1942
Sau khi hoàn tất trang bị và chạy thử máy, Zetland đi đến Scapa Flow vào tháng 7 năm 1942 để thực tập cùng các tàu chiến thuộc Hạm đội Nhà, rồi gia nhập Lực lượng Đặc nhiệm hộ tống Londonderry. Nó tham gia hộ tống cho Đoàn tàu WS21S vào ngày 3 tháng 8 trong chặng đường đi Gibraltar; đây là một nỗ lực tiếp tế cho Malta đang bị đối phương phong tỏa trong khuôn khổ Chiến dịch Pedestal. Đến ngày 10 tháng 8, nó tham gia thành phần hộ tống cho các thiết giáp hạm Nelson (28) và Rodney (29), các tàu sân bay Eagle (1918), Indomitable (92) và Victorious (R38), các tàu tuần dương hạng nhẹ Phoebe (43), Sirius (82) và Charybdis (88) thuộc Lực lượng Z. Thành phần hộ tống còn bao gồm các tàu khu trục Laforey (G99), Lightning (G55), Lookout (G32), Quentin (G78), Tartar (F43), Eskimo (F75), Somali (F33), Wishart (D67), Antelope (H36), Vansittart (D64) và Ithuriel (H05).
Lực lượng chịu đựng không kích nặng nề và kéo dài tại khu vực Tây Địa Trung Hải, và sau khi đi đến eo biển Sicily vào ngày 12 tháng 8, Zetland cùng Lực lượng Z rút lui về Gibraltar. Nó được cho tách ra vào ngày 14 tháng 8 để hộ tống cho Rodney đi đến Gibraltar, và sau khi đến nơi hai ngày sau đó, nó tham gia hộ tống cho Đoàn tàu SL 118 đi từ Freetown quay trở về Anh. Đoàn tàu bị tàu ngầm U-boat Đức tấn công quyết liệt vào ngày 19 tháng 8, và đến ngày 21 tháng 8, nó cùng tàu khu trục Ba Lan ORP Blyscawica được cho tách ra để hộ tống tàu buôn tuần dương vũ trang Cheshire (F18) đi đến Belfast, Bắc Ireland để sửa chữa.
Vào ngày 28 tháng 8, Zetland cùng các tàu khu trục Bicester (L34), Bulldog (H91) và Keppel (D84) tham gia hộ tống cho Đoàn tàu WS 22 khởi hành từ Clyde băng qua Khu vực Tiếp cận Tây Bắc. Lực lượng tách khỏi Đoàn tàu WS 22 vào ngày 1 tháng 9 và gia nhập thành phần hộ tống cho Đoàn tàu SL 119, và sau đó hộ tống chiếc tàu biển chở hành khách RMS Queen Elizabeth băng qua Khu vực Tiếp cận Tây Bắc. Đến ngày 4 tháng 10, nó cùng Bicester và Wrestler (1918) tham gia hộ tống Đoàn tàu WS 23 khởi hành từ Clyde; tách khỏi Đoàn tàu WS 23 vào ngày 10 tháng 10 để quay trở lại Clyde. Trong một hoạt động hộ tống tiếp theo, vòm sonar ASDIC của nó bị hư hại, nên phải rút lui về Greenock để sửa chữa.
Sau khi hoàn tất vào ngày 28 tháng 10, Zetland rời Londonderry để nhân nhiệm vụ cùng Đội khu trục 57, đặt căn cứ tại Gibraltar. Trong khuôn khổ Chiến dịch Torch, cuộc đổ bộ của lực lượng Đồng Minh lên Bắc Phi, nó tham gia Lực lượng Đặc nhiệm phía Đông để hộ tống các tàu vận tải đi đến Algiers, và từ ngày 8 tháng 11 đã hỗ trợ hải pháo cho cuộc đổ bộ tại đây. Nó bắn phá pháo đài tại mũi Mafita, và sau đó kéo tàu khu trục Broke (D83) bị hư hại đang khi tìm cách vượt qua Boom. Trong khi kéo Broke rút lui về Giraltar, hai con tàu lại va chạm gây thêm những hư hại cho Broke khiến chiếc này bị đắm; những người sống sót được Zetland cứu vớt. Nó sau đó hộ tống các đoàn tàu vận tải đi đến bờ biển Bắc Phi hỗ trợ những hoạt động tiếp theo.

### 1943
Vào ngày 30 tháng 1, Zetland đã cứu vớt bốn thành viên thủy thủ đoàn của tàu corvette HMS Samphire  (3), vốn bị tàu ngầm U-596 phóng ngư lôi đánh chìm cách 30 mi (48 km) về phía Tây Bắc Bougie, Algérie. Nó tiếp tục hoạt động hộ tống vận tải dọc theo bờ biển Bắc Phi, thường xuyên bị không kích và chịu đựng hư hại nhẹ.
Sang tháng 5, Zetland cùng các tàu khu trục Lamerton (L88), Aldenham (L22), Hursley (L84), Dulverton (L63), Bicester, Lauderdale (L95), Wilton (L128) và tàu khu trục Hy Lạp Kanaris (L53) được huy động tham gia Chiến dịch Retribution, một hoạt động phong tỏa khu vực Cape Bon nhằm ngăn chặn việc triệt thoái binh lính của phe Trục về Sicily, Ý.  Nó đã đánh chìm một tàu nhỏ đối phương cách 30 mi (48 km) về phía Đông Bắc Cape Bon đang khi tuần tra cùng với Bicester, và sau đó bị máy bay tiêm kích Spitfire bắn nhầm khiến Bicester bị hư hại nặng.  Sau khi hoàn tất chiến dịch nó rút lui về Anh vào tháng 6 để được sửa chữa những hư hại trong chiến đấu, được sửa chữa tại Xưởng tàu Palmers tại Jarrow.
Sau khi hoàn tất sửa chữa vào tháng 8, Zetland chạy thử máy sau đại tu, và đã chuyển đến Tobermory thuộc Scotland để tiếp tục tái trang bị. Nó lên đường vào ngày 20 tháng 9, gia nhập Đội khu trục 59 tại Malta vào tháng 10, và được bố trí hộ tống vận tải từ căn cứ Bari cũng như tuần tra ngoài khơi Dalmatia, hỗ trợ các hoạt động quân sự trên bờ.
Trong cuộc Không kích Bari vào ngày 2 tháng 12, nơi Zetland đang neo đậu, khi một tàu chở đạn dược neo đậu gần đó bị đánh trúng và nổ tung, làm phân tán khí mù tạt khắp cảng và thành phố. Bản thân Zetland bị hư hại do một quả bom ném suýt trúng, và chịu đựng sức nổ và mảnh đạn do vụ nổ từ hai tàu buôn neo đậu lân cận. Tàu chị em Bicester bị hư hại nghiêm trọng, và Zetland đã kéo Bicester quay trở về Taranto để sửa chữa. Có nhiều người bị thương tích do khí mù tạt đến mức, khi đi đến Taranto, các con tàu phải nhờ đến sự trợ giúp để đi vào cảng do tất cả các sĩ quan hoa tiêu trên các con tàu bị mất thị giác do thứ vũ khí hóa học này.

### 1944
Hoàn tất việc sửa chữa vào ngày 16 tháng 1, 1944, Zetland gia nhập trở lại đội khu trục, và tiếp nối hoạt động hộ tống vận tải, tuần tra và hỗ trợ tác chiến tại khu vực biển Adriatic. Vào ngày 12 tháng 3, nó cùng tàu chị em Lauderdale bắn phá các vị trí đèn pha tìm kiếm tại cảng Dubrovnik. Đến tháng 7, nó cùng tàu chị em Oakley (L98) cùng đội khu trục được điều động sang Naples, Ý và thuộc quyền chỉ huy chung của Hải quân Hoa Kỳ để chuẩn bị tham gia Chiến dịch Dragoon, cuộc đổ bộ của lực lượng Đồng Minh lên miền Nam nước Pháp.
Vào ngày 9 tháng 8, Zetland tham gia thành phần hộ tống cho Đoàn tàu SS1 khởi hành từ Naples để hướng đến Ajaccio thuộc đảo Corse; thành phần đoàn tàu bao gồm tám tàu chở quân cùng nhiều tàu xuồng đổ bộ và tàu quét mìn. Lực lượng lại khởi hành từ Ajaccio vào ngày 13 tháng 8, đi đến ngoài khơi bãi đổ bộ Camel hai ngày sau đó, và nó được bố trí hỗ trợ cho cuộc đổ bộ. Sau khi tách khỏi chiến dịch và trở lại quyền chỉ huy của Hải quân Hoàng Gia, nó tiếp nối nhiệm vụ tuần tra và hộ tống vận tải tại khu vực Trung tâm Địa Trung Hải và vùng biển Adriatic. Đến ngày 24 tháng 9, nó cùng các tàu chị em Brecon (L76), Calpe (L71),Catterick (L81), Cleveland (L46) và Liddesdale (L100) được điều sang Lực lượng Hải quân Aegean hỗ trợ việc tái chiếm các đảo trong biển Aegean và nội địa Hy Lạp, và sang ngày 28 tháng 9 đã cùng Brecon và Liddesdale tiến vào vịnh Pagadia, Scarpanto, đánh chìm tàu bè và vô hiệu hóa các khẩu đội pháo bờ biển đối phương.

### 1945
Zetland tiếp tục nhiệm vụ tại khu vực Đông Địa Trung Hải cho đến tháng 1, 1945, khi tình hình tại Địa Trung Hải đã ổn định. Con tàu được điều trở về vùng biển Nhà để đảm trách nhiệm vụ hộ tống vận tải ven biển, khi đối phương tăng cường các vụ tấn công bằng tàu ngầm trang bị ống hơi, cũng như rải mìn bằng tàu phóng lôi E-boat tại khu vực eo biển Manche và Bắc Hải. Nó về đến Harwich vào ngày 4 tháng 2 và được phối thuộc cùng Chi hạm đội Khu trục 16, làm nhiệm vụ tuần tra và hộ tống các đoàn tàu đi sang các cảng Bỉ và Hà Lan.
Khi xung đột kết thúc tại Châu Âu, Zetland tiếp tục hỗ trợ hoạt động chiếm đóng, rồi được đề cử sang hoạt động tại Viễn Đông. Nó đi đến Alexandria, Ai Cập vào tháng 6, và được tái trang bị tại đây từ tháng 7. Tuy nhiên, do Nhật Bản đã chấp nhận đầu hàng vào giữa tháng 8 kết thúc hoàn toàn Thế Chiến II, việc điều động nó sang Hạm đội Viễn Đông bị hủy bỏ, cho dù việc đại tu vẫn được thực hiện.

### Sau chiến tranh
Việc đại tu Zetland hoàn tất vào tháng 10, 1945, và con tàu quay trở về Anh, trực thuộc Chi hạm đội Portsmouth. Nó được đưa về lực lượng dự bị vào ngày 20 tháng 4, 1946, và phục vụ như một tàu thực tập cho Lực lượng Dự bị Tình nguyện Hải quân Hoàng gia. Vào ngày 2 tháng 9, 1954, con tàu được chuyển cho Na Uy mượn, được chuyển giao cho Hải quân Hoàng gia Na Uy tại South Shields vào ngày 31 tháng 10, 1954 và phục vụ dưới tên gọi HNoMS Tromsø (D311). Quyền sở hữu con tàu được Na Uy mua đứt vào tháng 7, 1956.
Trong quá trình phục vụ, Tromsø được nâng cấp với cột ăn-ten dạng lưới, tháp pháo X được thay bằng hai dàn súng cối chống tàu ngầm Squid; ký hiệu lườn sau đó đổi thành F311 khi nó được xếp lại lớp như một tàu frigate. Nó đã phục vụ cùng Hải quân Na Uy cho đến khi bị tháo dỡ tại Sarpsborg vào năm 1965.